# Akelarre (pel·lícula de 2020)
Akelarre és una pel·lícula dirigida per Pablo Agüero i estrenada en 2020 sobre la bruixeria com a representació dels tabús i repressió del sentit lúdic de la vida.

## Sinopsi
La història narra una història de bruixes basques que representa l'apoderament de la dona enfront del poder repressor de la inquisició religiosa sobre la dona. La repressió de les activitats lúdiques de la vida. Les expressions d'emocions com el ball i la música oculten davant els ulls de la censura i la inquisició formes de revelació de Llucifer i es manifesten a través de la dona. La unió del grup de dones acusades serà la clau de la defensa dels seus drets.

## Trama
El rodatge se situa al País Basc, on la història que es narra va succeir en 1609. Mentre els homes treballen en la mar, les dones dirigeixen els seus poblats. Un grup de dones participen en una festa en el bosc. Els enviats del Rei, al comandament del jutge Rostegui, acusa de bruixeria aquestes dones. La recerca després del tancament de les dones se centra en aconseguir que confessin, volen descobrir com Llucifer sedueix les dones per a reclutar-les, com es realitzen les cerimònies d'iniciació i reclutaments, volen saber més sobre l'akelarre.
La història pren inspiracions en les notes escrites per Pierre de Lancre després de visitar Euskal Herria el 1609. Segons el director Pablo Agüero, la pel·lícula “És fruit d'una llarga recerca. A partir del llibre de Pierre de Rosteguy de Lancre (inquisidor francès autor en 1609 de Tractat de bruixeria basca: descripció de la inconstància dels mals àngels i dimonis), que retratava a la bruixa com una dona revolucionària, vaig anar arribant a la singular història del poble basc, que, al contrari que els bretons o càtars, va resistir”.

## Reconeixements
Akelarre va obtenir el premi del Art Kino International Prize del VI Fòrum de Coproducció Europa-Amèrica Llatina en 2017 com a projecte guanyador. La pel·lícula va ser seleccionada en 2020 per al Festival Internacional de Cinema de Sant Sebastià.
| Premis       | Categoria                        | Nominada                                                             | Resultat   |
| ------------ | -------------------------------- | -------------------------------------------------------------------- | ---------- |
| Premis Goya  | Millor actriu                    | Amaia Aberasturi                                                     | Nominada   |
| Premis Goya  | Millor fotografia                | Javier Agirre                                                        | Nominat    |
| Premis Goya  | Millor direcció artística        | Mikel Serrano                                                        | Guanyador  |
| Premis Goya  | Millor direcció de producció     | Guadalupe Balaguer Trelles                                           | Nominat    |
| Premis Goya  | Millor so                        | Urko Garai, Josefina Rodriguez, Frédéric Hamelin i Leandro de Loredo | Nominat    |
| Premis Goya  | Millors efectes especials        | Mariano García Marty i Ana Rubio                                     | Guanyador  |
| Premis Goya  | Millor disseny de vestuari       | Nerea Torrijos                                                       | Guanyadora |
| Premis Goya  | Millor maquillatge i perruqueria | Beata Wotjowicz i Ricardo Molina                                     | Guanyador  |
| Premis Goya  | Millor música original           | Maite Arrotajauregi i Aránzazu Calleja                               | Guanyador  |
| Premis Feroz | Millor pel·lícula dramàtica      | Millor pel·lícula dramàtica                                          | Nominada   |
| Premis Feroz | Millor tràiler                   | Millor tràiler                                                       | Nominat    |
| Premis Feroz | Millor cartell                   | Millor cartell                                                       | Nominat    |
| Premis Feroz | Millor actriu protagonista       | Amaia Aberasturi                                                     | Nominada   |
| Premis Feroz | Millor actor de repartiment      | Alex Brendemühl                                                      | Nominat    |
| Premis Feroz | Millor música original           | Maite Arrotajauregi i Aránzazu Calleja                               | Nominades  |

## Repartiment
- Amaia Aberasturi Franco
- Àlex Brendemühl[4]
- Daniel Fanego
- Daniel Chamorro
- Iñigo de la Iglesi
- Yune Nogueiras
- Asier Oruesagasti
- Elena Uriz
- Garazi Urkola
- Jone Laspiur
- Irati Saez de Urabain
- Lorea Ibarra